# 涅熱戈利河
涅熱戈利河（俄语：Нежеголь），是俄羅斯的河流，位於該國西南部別爾哥羅德州，屬於頓涅茨河的左支流，河口在舍別基諾以西，河道全長75公里，流域面積2,940平方公里。